# Подкорковая атеросклеротическая энцефалопатия
Подкорковая гипертоническая энцефалопатия (болезнь Бинсвангера) — энцефалопатия, характеризующаяся поражением белого вещества головного мозга. Атрофия белого вещества может быть вызвана самыми разными обстоятельствами, например, хронической гипертонией или просто старческим возрастом. Данное заболевание характеризуется потерей памяти, интеллектуальных способностей, а также возможных резких изменений настроения. Обычно болезнь Бинсвангера наблюдается у больных в возрасте от 54 до 66 лет. Заболевание впервые было описано швейцарским психиатром и неврологом Отто Бинсвангером в 1894 году, а Алоис Альцгеймер в 1902 году предложил название этой разновидности энцефалопатии: «болезнь Бинсвангера». Более подробное описание этому заболеванию дал канадский невролог Ольшевский в 1962 году.

## Клиническая картина[9]
Болезни Бинсвангера характеризуется двусторонним поражением белого вещества мозга, которое вполне возможно выявить на МРТ. Главным предрасполагающим фактором развития болезни Бинсвангера является артериальная гипертония (примерно в 95—98 % всех случаев). Также причинами заболевания могут являться амилоидная ангиопатия и CADASIL.

### Клинические проявления
- нарушение ходьбы;
- деменция;
- псевдобульбарный синдром;
- лобная симптоматика;
- брадикинезия;
- недержание мочи, ургентность.

### Нейровизуализационные проявления
- расширение желудочков;
- расширение борозд полушарий мозга;
- лейкоареоз.